# Ботанічний сад Санкт-Петербурзького державного університету
Ботанічний сад Санкт-Петербурзького державного університету (рос. Ботанический сад Санкт-Петербургского государственного университета) — ботанічний сад у місті Санкт-Петербург (Російська Федерація). Ботанічний сад має міжнародний ідентифікаційний код LECB.

## Історія
Ботанічний сад був заснований в другій половині XIX століття за ініціативою А. М. Бекетова, який зробив великий внесок не тільки в становлення, але і в розвиток ботанічного саду.
З 1935 року Ботанічний сад ЛДУ є пам'яткою історії культури і мистецтва та знаходиться під охороною держави. Завдяки співробітникам університету, що продовжували працювати під час Другої світової війни, колекції саду вдалося зберегти в роки блокади.

## Колекції ботанічного саду
У ботанічному саду розміщуються такі колекції:
- хвойні рослини,
- кактуси,
- сукуленти,
- водно-болотні рослини,
- рідкісні рослини місцевої флори,
- субтропічні рослини Європи і Південно-Східної Азії
- субтропічні рослини Австралії
- субтропічні рослини Північної і Південної Америки
- тропічні рослини
- тропічні папороті
- декоративні однорічні та багаторічні рослини.

Ботанічний сад університету має в своєму розпорядженні дев'ять оранжерей загальною площею 1300 м² (п'ять експозиційних і чотири колекційних). Територія відкритого ґрунту розділена на паркову зону і декоративно-квіткову експозицію.
Всього колекції ботанічного саду налічують понад 4 600 видів рослин, з них 3 300 — оранжерейні рослини, а 1 300 — рослини відкритого ґрунту.

## Галерея

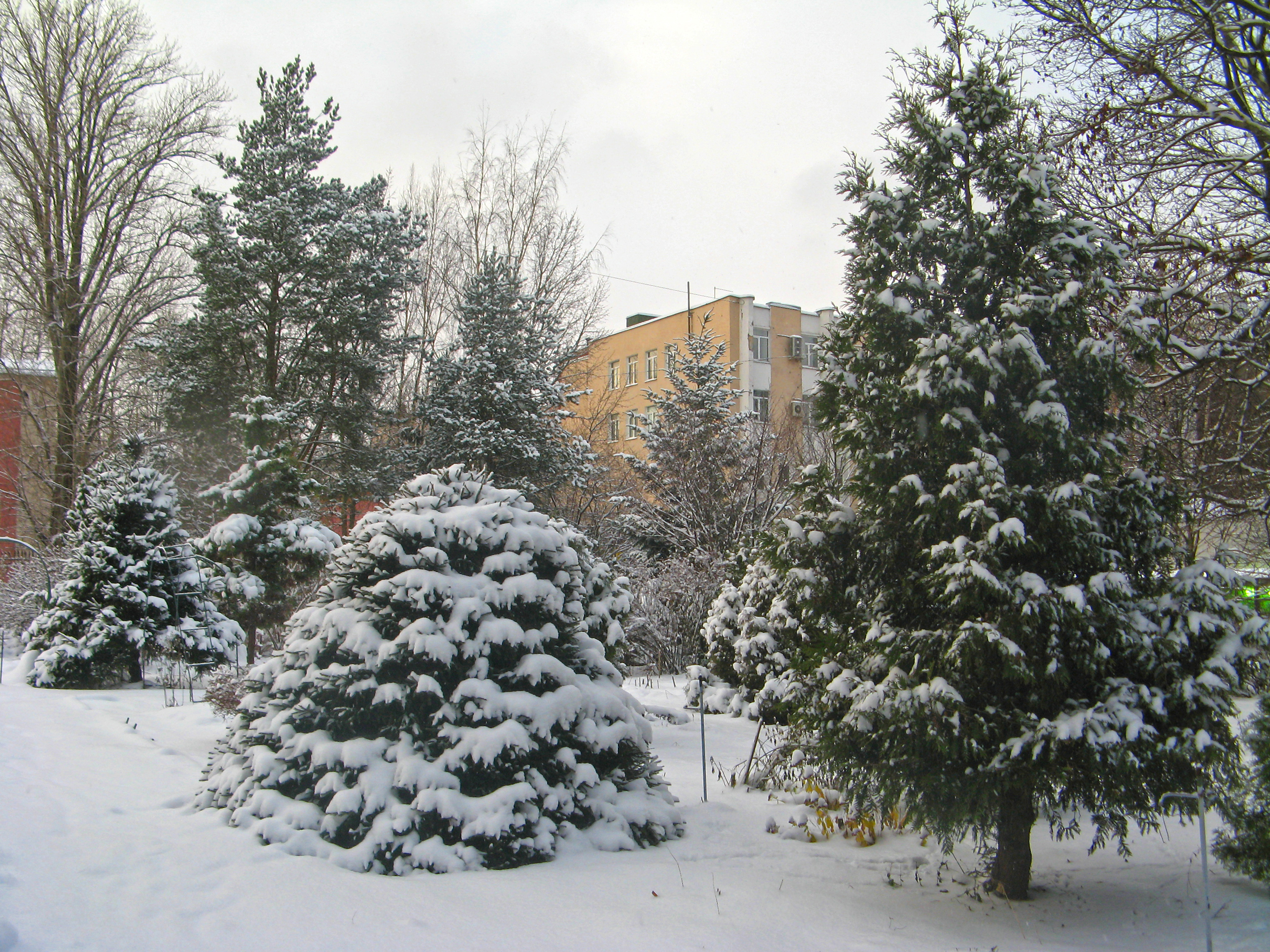
Ботанічний сад взимку
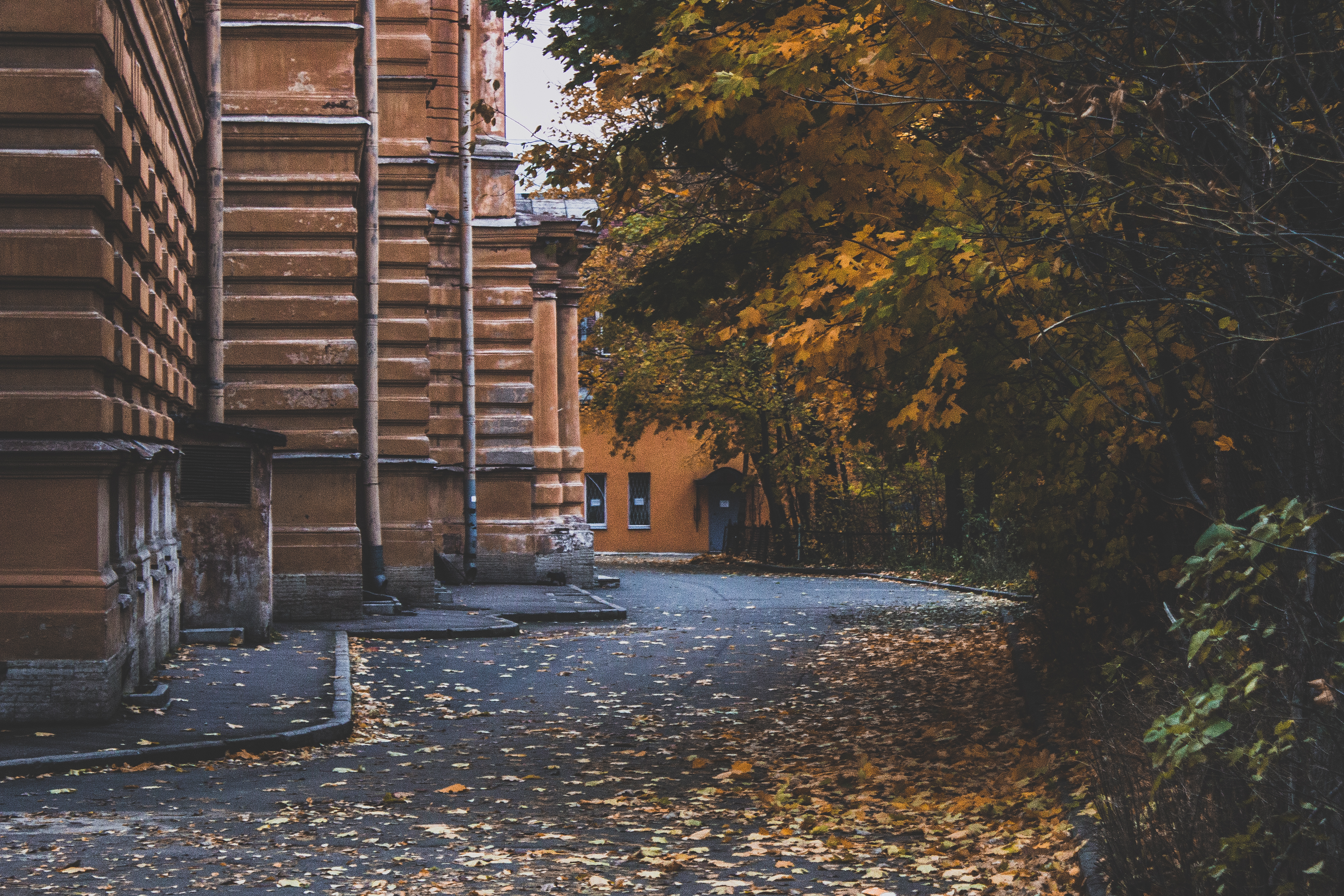
Ботанічний сад восені
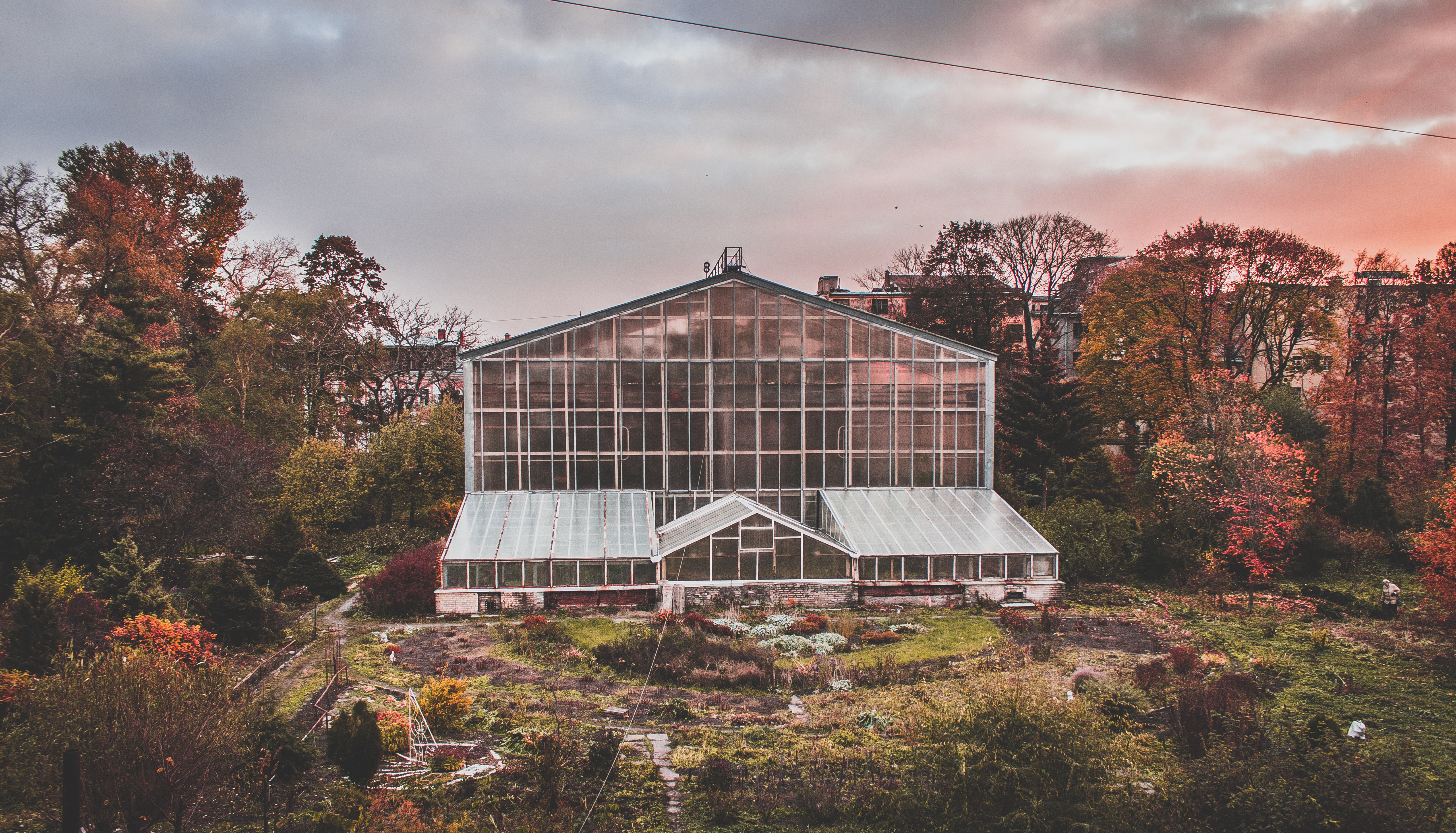
Сад та оранжерея на світанку
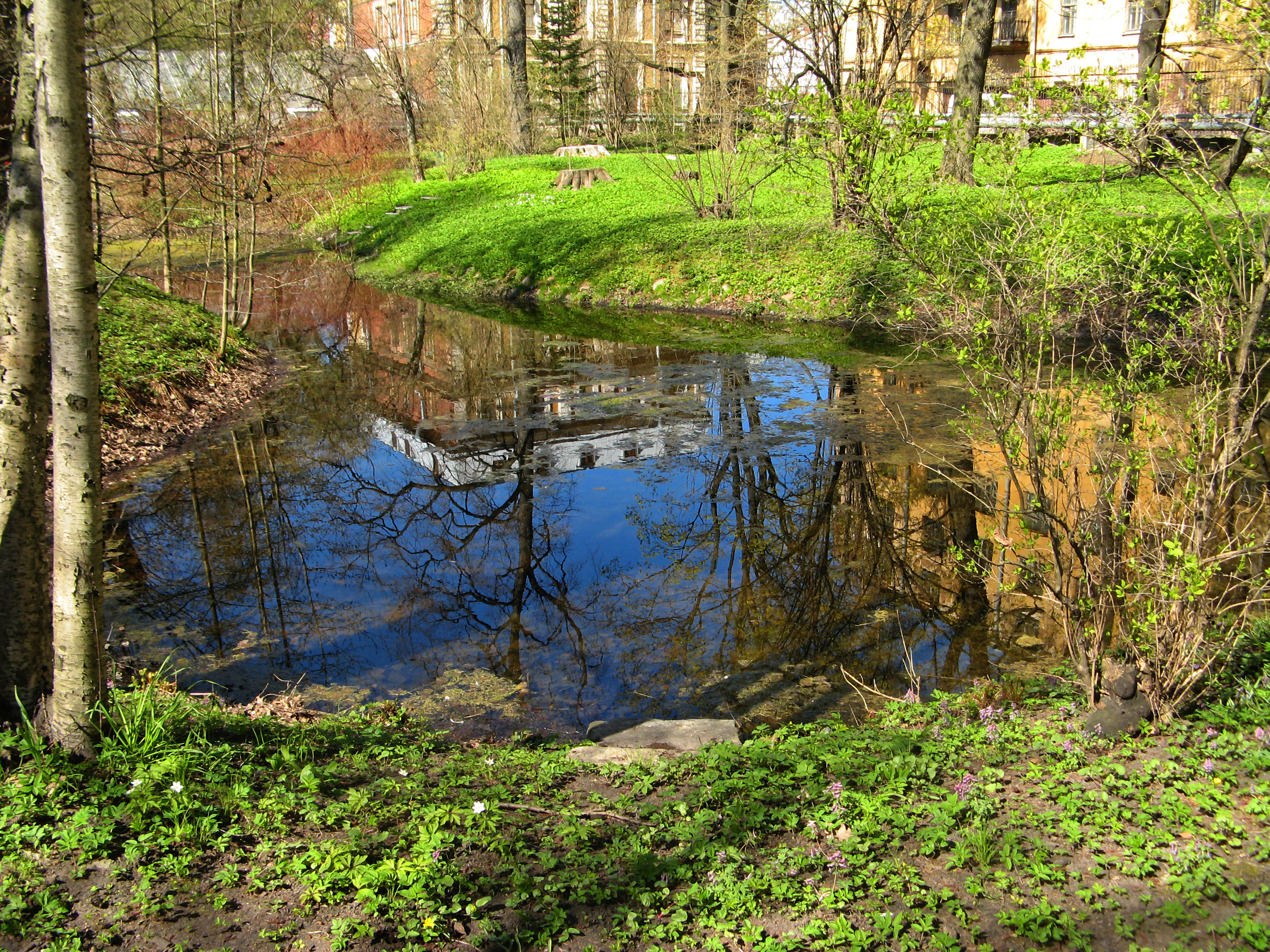
Ставок
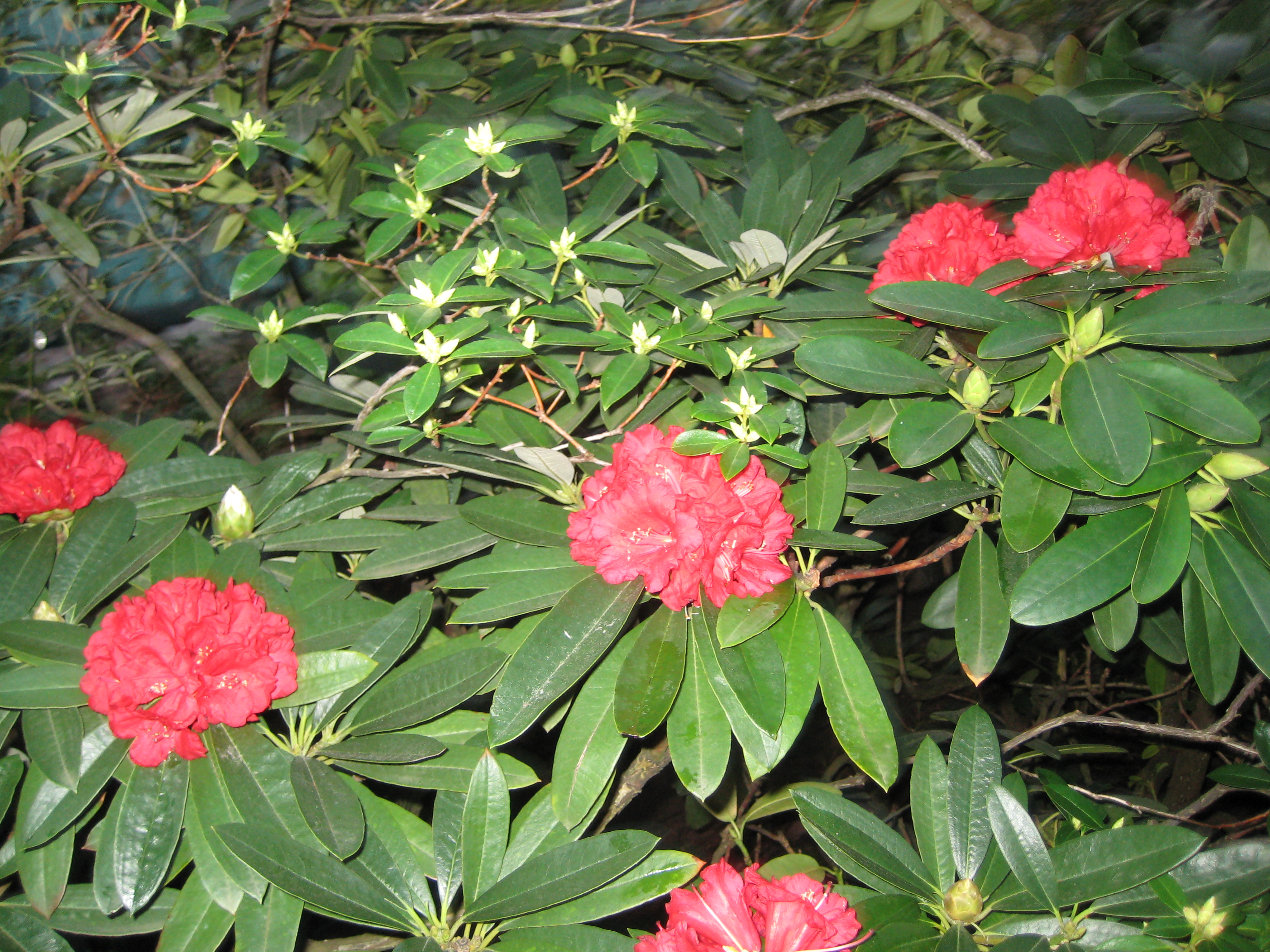
Рододендрон
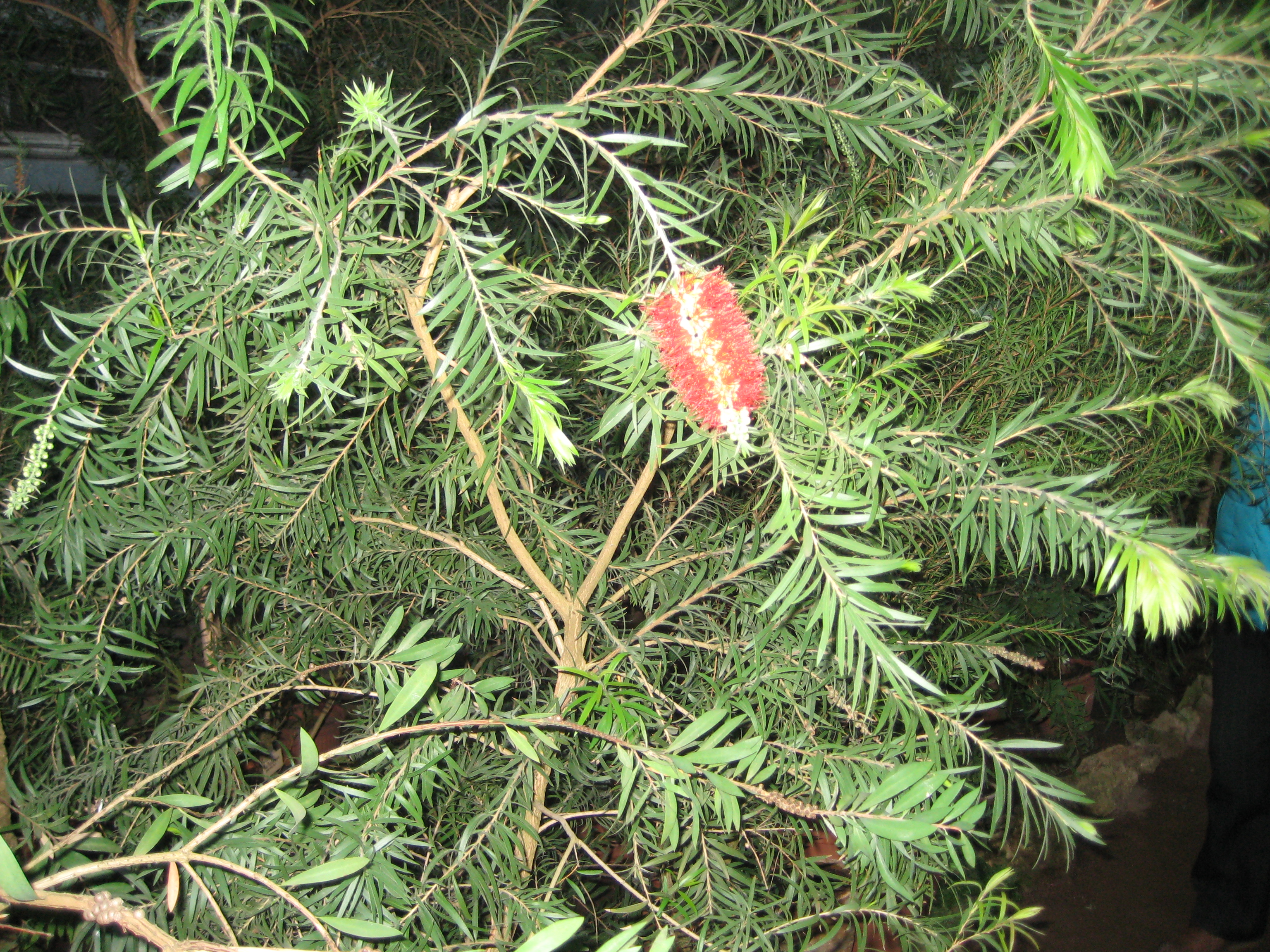
Банксія
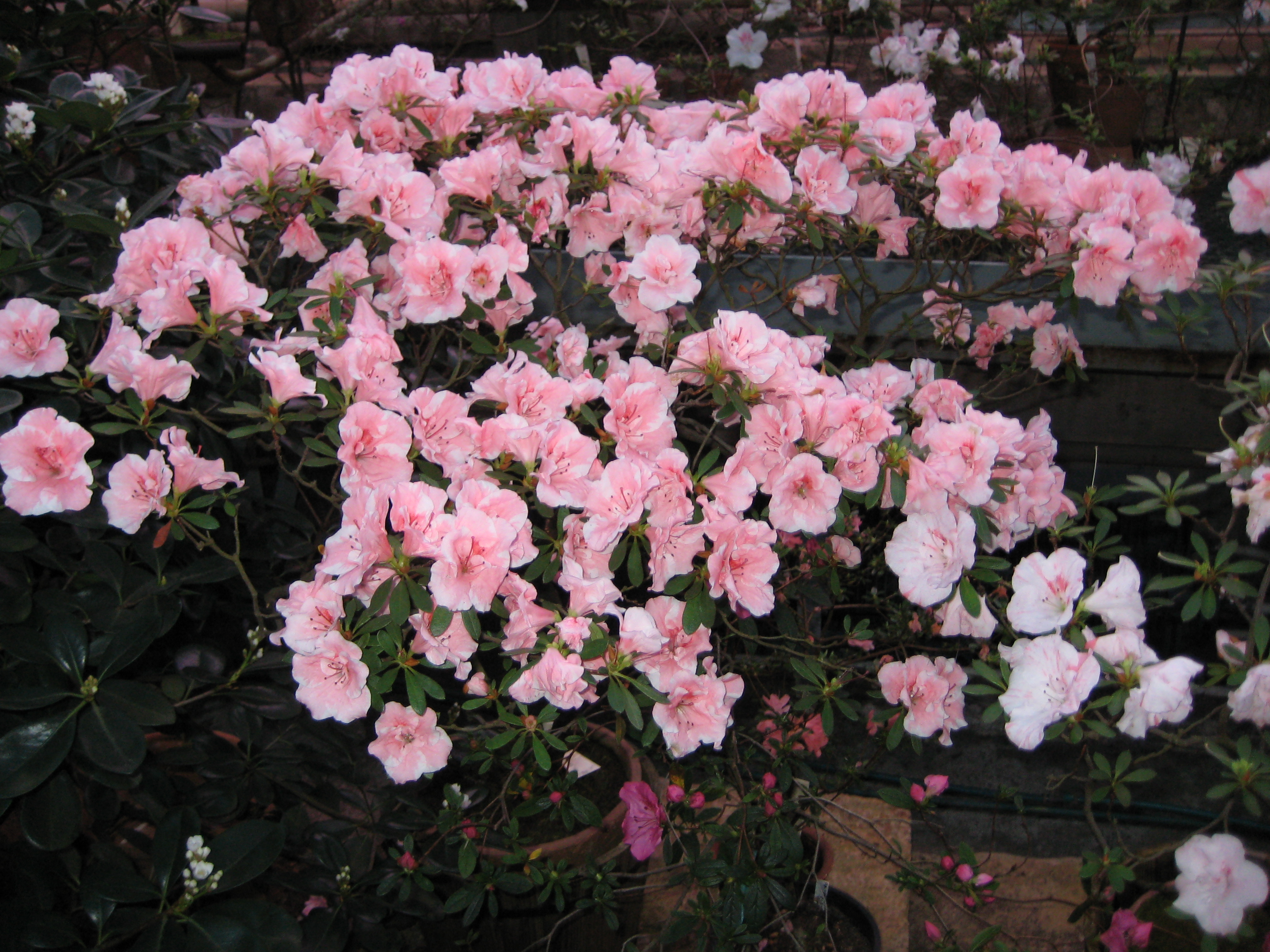
Азалія
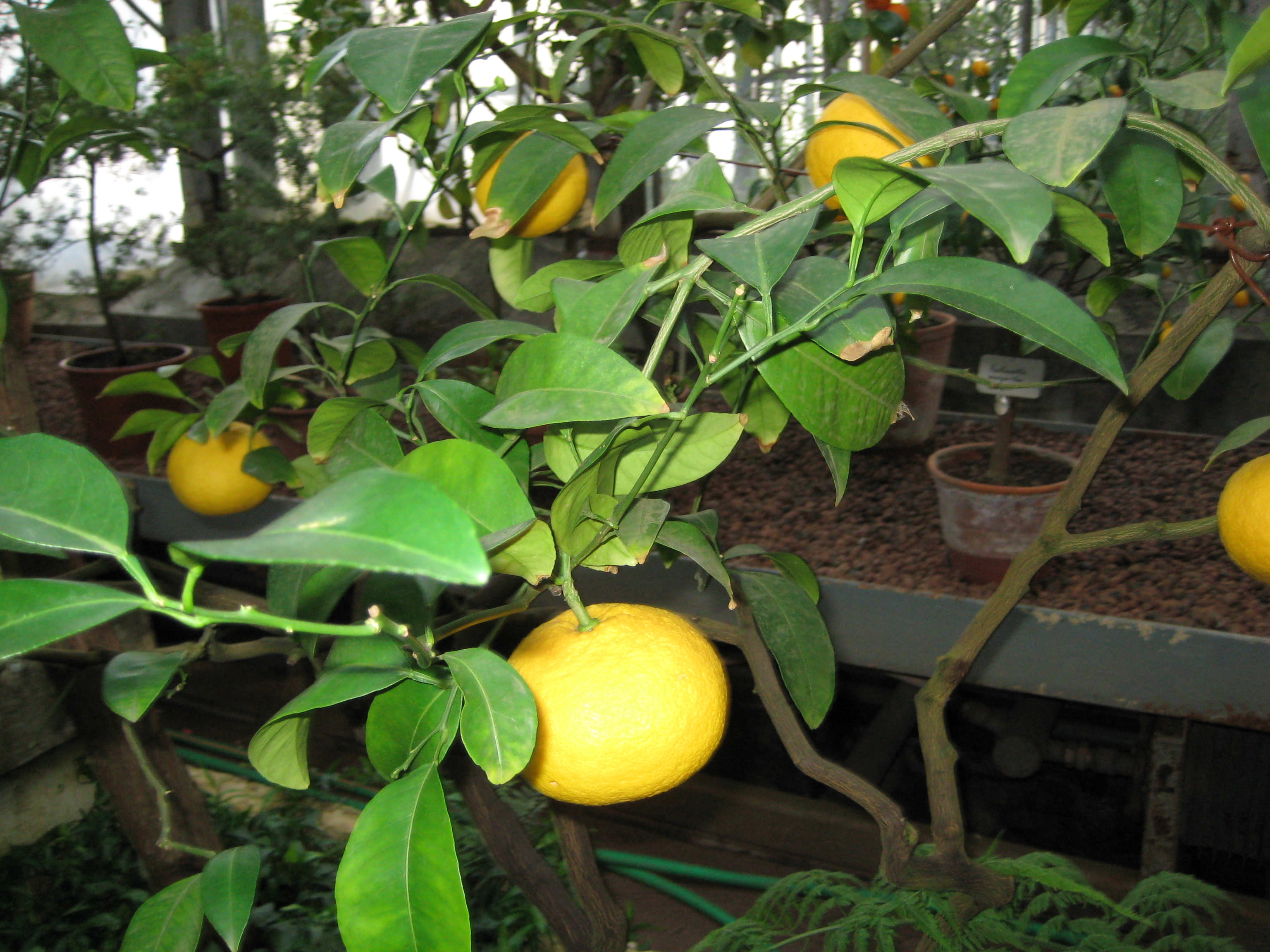
Цитрусові